# Nicolaus Erdmann Arend
Nicolaus Erdmann Arend (* 21. April 1770 in Kassel; † 9. Dezember 1846 in Marburg) war ein deutscher Baumeister. Als Landbaumeister des Baudistrikts Marburg prägte er in der ersten Hälfte des 19. Jahrhunderts das Bauwesen in Marburg und Umgebung. 

## Leben
Arend war der Sohn des landgräflichen Bauschreibers Carl Arend. 1784 trat er im Alter von 14 Jahren in die Bau- und Modellierklasse der Kasseler Kunstakademie ein. Aufgrund seiner Leistungen erhielt er 1792 ein Stipendium für Studienreisen nach Frankreich und Italien, die er bis etwa 1800 mehrfach fortsetzte.
1800 wurde er zum herrschaftlichen Baumeister in Marburg ernannt. Auch während der französischen Fremdherrschaft blieb er in seinem Amt. Von 1822 bis 1838 wirkte er als Landbaumeister im gesamten Baudistrikt Marburg, bevor er pensioniert wurde.
Arend starb 1846 in Marburg.  

## Wirken
Arend war in Marburg und Umgebung an zahlreichen Bauprojekten beteiligt. Gemeinsam mit seinem Bruder Carl Wilhelm entwickelte er 1825 ein städtebauliches Konzept für die heutige Universitätsstraße. Mit seinem Sohn Carl Wilhelm Arend (1804–1885), der später Kreisbaumeister und Baurat wurde, arbeitete er ebenfalls zusammen.  
Zu seinen Projekten zählen unter anderem:  
- Umbauentwurf für die ehemalige Deutschordenskomturei in Marburg (1800)
- Bauaufnahme und Umgestaltung des Dörnberger Hofes (1821/23)
- Konzeption und Umbauten am Marburger Schloss, u. a. Bestandsaufnahme der Südwestansicht (um 1828)
- Entwürfe für das Anatomiegebäude in der Ketzerbach (1836)
- Kirchenbauten und Wirtschaftsgebäude im Umland, darunter Stallungen, Zehntscheune und Fruchtboden in Treis an der Lumda (1829)